# Тюрикова
Тю́рикова (рос. Тюрикова) — присілок у складі Шадрінського району Курганської області, Росія. Входить до складу Красномильської сільської ради.
Населення — 105 осіб (2010, 91 у 2002).
Національний склад станом на 2002 рік: росіяни — 84 %.